# Beta Ophiuchi
Beta Ophiuchi (Cebalrai, Celbalrai, Celb-al-Rai, Kelb Alrai, Cheleb, 60 Ophiuchi) é uma estrela na direção da Ophiuchus. Possui uma ascensão reta de 17h 43m 28.38s e uma declinação de +04° 34′ 00.9″. Sua magnitude aparente é igual a 2.76. Considerando sua distância de 82 anos-luz em relação à Terra, sua magnitude absoluta é igual a 0.76. Pertence à classe espectral K2III.